# Gerónimo Prieto
Gerónimo Prieto Lyons, fue un futbolista mexicano que jugaba en la posición de mediocampista y de delantero, jugó para el Club Morelos, el Club Deportivo Guadalajara y la Selección Jalisco. Fue hermano de Anastasio Prieto, Max Prieto y Fausto Prieto, también exjugadores del Guadalajara. Fue residente toda su vida de la ciudad de Guadalajara, donde contrajo nupcias con la señora Alejandrina (Alex) Insunza.
Empezó su participación en el fútbol, junto con su hermano Anastasio, en el equipo del Club Morelos de segunda fuerza de la Liga de Occidente, pero debutó en Primera Fuerza con el equipo del Guadalajara el día domingo 14 de abril de 1918, en un partido contra el Atlas, realizado en honor al gran festival de la colonia Reforma.
Fue jugador regular en la mejor época del Club Guadalajara en la era amateur, durante la década de los años 1920s. Su posición habitual era mediocampista retrasado por la izquierda, pero en severas ocasiones se unía al ataque del equipo junto con su hermano Anastasio.
Jugó hasta 1925 con el primer equipo, después de esto pasa a jugar como suplente y a los equipos de reservas. El último partido que se tiene registrada su participación se realizó en la liga de reservas de 1930 contra el Nacional, el día 11 de febrero de 1930.
En 1935 fue designado Técnico de la Selección Jalisco que quedaría como equipo subcampeón del Campeonato Nacional organizado por la Federación Nacional de Fútbol Asociación en la primavera de 1936 (5 al 12 de abril de 1936). Siguió al mando del equipo de la franja dorada, y en abril de 1937 entrenó a la Selección que enfrentó a Independiente de Argentina.
Para las temporadas 1938-39 y 1939-40 fue técnico del Atlas de Guadalajara donde no pudo colocarse entre los primeros lugares, ya que esas dos temporadas fueron totalmente dominadas por el Nacional y el Oro. Siguiendo con su carrera de técnico, el 18 de marzo de 1946 dirigió su primer partido como técnico del Club Deportivo Oro. 
Entre otros cargos, también fue tesorero permanente de la Asociación Colombófila Jalisciense, donde su hermano Anastasio fue secretario. Asimismo fundó el primer Colegio de Árbitros de Jalisco en la década de los años 1920s, posición en la que se desempeñaría durante una gran número de encuentros, entre los más importantes se encuentra el segundo partido de inauguración del Estadio Felipe Martínez Sandoval, que fue entre los equipos del Club Deportivo Colón y el Club Deportivo Oro.
Murió el 26 de abril de 1965.